# Hans Brinckmann
Hans Brinckmann (* 19. Juni 1934 in Hamburg) ist ein deutscher Jurist und ehemaliger Hochschulpräsident der Universität Kassel. Er gilt als ausgewiesener Experte für Umwelt- und Medienrecht sowie der Biopolitik.

## Werdegang
Hans Brinckmann studierte von 1955 bis 1959 Rechtswissenschaften an der Universität Bonn mit Abschluss Erstes Staatsexamen. Es folgte von 1959 bis 1964 ein Studium der angewandten Physik und Nachrichtentechnik an der TH Darmstadt, dass er als Diplom-Ingenieur abschloss. Er war von 1965 bis 1972 wissenschaftlicher Assistent an der TH Darmstadt mit dem Fachgebiet Recht. Von 1970 bis 1972 erhielt er ein Habilitationsstipendium der Deutschen Forschungsgemeinschaft zum Thema „Rechtsförmige Planung“.
1973 erfolgte der Ruf als Professor für öffentliches Recht mit dem Schwerpunkt Bau- und Planungsrecht, Umweltschutzrecht an der Gesamthochschule Kassel. 1974 bis 2001 gehörte er zusammen mit Klaus Grimmer der Forschungsgruppe „Verwaltungsautomation“ an. Er war 1980 bis 2002 Mitglied im Direktorium des wissenschaftlichen Zentrums für Berufs- und Hochschulforschung und 1989 bis 1999 Präsident der Universität Kassel. Von 1999 bis 2002 hatte er den Lehrstuhl für öffentliches Recht und Verwaltungswissenschaft an der Universität Kassel inne und wurde 2002 emeritiert.

## Forschungsschwerpunkte
Zu Brinckmanns Forschungsschwerpunkten gehören die Veränderung von rechtlichen, organisatorischen und politischen Strukturen des öffentlichen Sektors durch die Nutzung von neuen Informations- und Kommunikationstechniken, Rechtsinformatik, Datenschutz, Recht der Telekommunikation, Kommunalrecht und -politik, Innovation des Hochschulsystems und Bau- und Planungsrecht.

## Veröffentlichungen
- mit Susanne Hackforth und Ulrich Teichler: Die neuen Beamtenhochschulen: bildungs-, verwaltungs- u. arbeitsmarktpolit. Probleme e. verspäteten Reform. Campus-Verlag, Frankfurt, New York, 1980, ISBN 3-593-32690-6
- Formulare im Verwaltungsverfahren: Wegbereiter standardisierter Kommunikation. Toeche-Mittler, Darmstadt, 1986, ISBN 3-87820-069-2
- mit Lothar Beyer: Kommunalverwaltung im Umbruch : Verwaltungsreform im Interesse von Bürgern und Beschäftigten. Bund-Verlag, Köln, 1990, ISBN 3-7663-2179-X
- mit Stefan Kuhlmann: Computerbürokratie: Ergebnisse von 30 Jahren öffentlicher Verwaltung mit Informationstechnik. Westdt. Verlag, Opladen, 1990, ISBN 3-531-12140-5
- Die neue Freiheit der Universität: operative Autonomie für Lehre und Forschung an Hochschulen. Edition Sigma, Berlin, 1998, ISBN 3-89404-760-7
- mit Martin Wind: Teleadministration: Online-Dienste im öffentlichen Sektor der Zukunft. Edition Sigma, Berlin, 1999, ISBN 3-89404-734-8
- Die Einheit von Forschung und Lehre: Über die Zukunft der Universität: Abschlussbericht der Sommerakademie im Zentrum für internationale Studien (Centro Internacional de Ciencias - CIC) a.c. "Die Gegenwart und Zukunft der Universität in Schwellenländern" . Büchse-der-Pandora-Verlag, Wetzlar, 2002, ISBN 3-88178-150-1
- mit Wolfram Bremeier und Werner Killian: Public Governance kommunaler Unternehmen: Vorschläge zur politischen Steuerung ausgegliederter Aufgaben auf der Grundlage einer empirischen Erhebung. Hans-Böckler-Stiftung, Düsseldorf, 2006, ISBN 978-3-86593-052-1